# ألان ماركس
ألان ماركس (بالإنجليزية: Alan Marks)‏ هو رسام توضيحي بريطاني، ولد في 1957.

## وصلات خارجية
- الموقع الرسمي